# Manuel Basavilbaso
Manuel Basavilbaso (Gualeguay, 1807 - Gualeguaychú, 22 de octubre de 1866) fue un militar argentino, de destacada actuación en las guerras civiles argentinas, formando parte del ejército de la Provincia de Entre Ríos.

## Biografía
En 1828 se alistó en el ejército y antes que tuviera actuación alguna fue dado de baja, para reingresar en 1837 con el grado se subteniente a las filas entrerrianas. 
Después de participar en numerosas acciones en la Banda Oriental durante la campaña larga luchó en la Batalla de Caaguazú donde cayó prisionero, fugándose al poco tiempo para reincorporarse a los suyos. En 1843, ya con el grado de capitán, firmó un tratado, en representación del gobernador Justo José de Urquiza, con los representantes del gobernador correntino Pedro Cabral. Tomó parte en la Batalla de India Muerta a las órdenes de aquel jefe, en el sitio de Paysandú, defendido por Giuseppe Garibaldi y en la toma de Salto, bajo el mando de Manuel Oribe. En 1847 actuó en la batalla del Potrero de Vences.
Siguiendo siempre a Urquiza, participó en 1851 en la campaña a Montevideo, siendo las fuerzas a su mando las primeras que cruzaron el río Uruguay en su avance hacia la Banda Oriental.
Participó en la batalla de Caseros, por la que Urquiza le reconoció el grado de Coronel, nombrándolo comandante y jefe político del departamento Gualeguay.
Diputado en 1853, la Confederación le reconoció dos años después su grado militar. Al marchar Urquiza sobre Buenos Aires lo acompañó tomando parte en la batalla de Cepeda.
Convencional constituyente en 1860, asistió al año siguiente a la Batalla de Pavón. Amigo del general Urquiza, fue testigo de su casamiento. Desempeñó en nombre de éste muchas comisiones de importancia.
Falleció en Gualeguaychú, ostentando el grado de general, el 22 de octubre de 1866.
En lo que fuera un puesto de su estancia, punto de referencia y paraje de los viajeros, se levanta hoy la ciudad de Basavilbaso, iniciada en torno a la Estación Gobernador Basavilbaso, que recibió su nombre en honor al gobernador Clemente Basavilbaso, hijo de Manuel Basavilbaso.